# Svetlobni izkoristek
Svetlôbni izkorístek (oznaki {\displaystyle \eta \,} in {\displaystyle \rho \,}) je merilo za učinkovitost sevanja svetlobnih naprav. Svetlobni izkoristek je razmerje med izsevanim svetlobnim tokom (merjen v lumnih) in močjo (merjeno v vatih) svetlobne naprave. Za moč lahko uporabimo skupni sevalni tok (moč sevanja v vatih) izvora ali pa skupno električno moč (prav tako v vatih), ki jo troši izvor. Oba pojma se uporabljata za malo različne namene in nimata enolično določene uporabe in pomena. Po prvem načinu imenujemo izračunano razmerje učinkovitost sevanja (luminous efficasy of radiation ali LER), po drugem pa učinkovitost izvora (luminous efficasy of a source ali LES). 

## Definicija svetlobnega izkoristka
Označimo z {\displaystyle \eta \,} učinkovitost sevanja, potem je 
{\displaystyle \eta ={\frac {F}{P}}\!\,,}
kjer je
- {\displaystyle \eta \!} svetlobni izkoristek (učinkovitost sevanja)
- {\displaystyle F\!} svetlobni tok, ki ga daje svetlobna naprava (v lumnih)
- {\displaystyle P\!} moč svetlobne naprave (moč v vatih, običajno se uporablja električna energija).

Vrednost, ki jo dobimo, ima enoto lumen/ W (lumen na vat) .
Svetlobni izkoristek kot učinkovitost izvora (označimo ga z {\displaystyle \rho \,}) pa lahko izračunamo kot razmerje med skupnim izsevanim svetlobnim tokom (v vatih) in dovedeno močjo (prav tako v vatih):
{\displaystyle \rho ={\frac {\Phi }{P}}\!\,,}
kjer je
- {\displaystyle \rho \!} svetlobni izkoristek
- {\displaystyle \Phi \!} svetlobni tok, ki ga daje svetlobna naprava
- {\displaystyle P\!} moč svetlobne naprave (poraba, običajno električna energija).

Vrednost, ki jo dobimo, pa je v tem primeru brezrazsežna količina in jo običajno izražamo v procentih. Navadno se enote tako izberejo, da imamo največji možen izkoristek pri 683 lm/W, kar je 100 % izkoristek. 

## Svetlobni izkoristek in človeško oko
Valovne dolžine svetlobe zunaj vidnega dela spektra so za človeško oko nevidne in jih ne moremo uporabljati za osvetljevanje. Izvor ne oddaja svetlobe samo z eno valovno dolžino. Zaradi tega je svetlobni tok naprave enak. Oko različno reagira na različne valovne dolžine celo v okviru vidnega dela spektra. Svetlobni izkoristek meri samo del elektromagnetnega valovanja, ki je primeren za osvetljevanje
{\displaystyle \Phi =\int \Phi _{\lambda }\,\mathrm {d} \lambda \!\,,}
kjer je
- {\displaystyle \lambda \,} valovna dolžina izsevane svetlobe
- {\displaystyle \Phi _{\lambda }\,} svetlobni tok pri valovni dolžini {\displaystyle \lambda \,}.

## Enota za merjenje svetlobnega izkoristka
V sistemu SI merimo svetlobni izkoristek v lumnih/ m2 (lumnih na kvadratni meter)

## Zgledi
V naslednji razpredelnici so podani svetlobni izkoristki nekaterih virov.
| vrsta svetila            | tip svetila | svetlobni izkoristek (lm/W) | učinkovitost izvora (%) |
| ------------------------ | --- | --------------------------- | ----------------------- |
| gorenje                  | sveča | 0,3                         | 0,04%                   |
|                          | plinska svetilka | 1–2                         | 0,15–0,3%               |
| žarnice na žarilno nitko | 100–200 W volframova žarnica (220 V)                                                                                                 | 13,8–15,2                   | 2,0–2,2%                |
|                          | 100–200–500 W volframova steklena žarnica, halogenska (220 V)                                                                        | 16.7–17,6 –19.8             | 2,4–2,6–2,9%            |
|                          | 5–40–100 W volframova žarnica (120 V)                                                                                                | 5–12,6–17.5                 | 0,7–1,8–2,6%            |
|                          | 2,6 W volframova steklena, halogenska (5.2 V)                                                                                        | 19,2                        | 2,8%                    |
|                          | volframova kvarčna halogenska (12–24 V)                                                                                              | 24                          | 3,5%                    |
|                          | fotografske in projektorske žarnice                                                                                                  | 35                          | 5,1%                    |
| svetleče diode           | bele svetleče diode (brez napajanja)                                                                                                 | 4,5–150                     | 0,66–22,0%              |
|                          | 4,1 W LED Edisonov navoj lamp (120 V)                                                                                                | 58,5–82,9                   | 8,6–12,1%               |
|                          | 6,9 W LED z Edisonovim navojem (120 V)                                                                                               | 55,1–81,9                   | 8,1–12,0%               |
|                          | 7 W LED parabolični reflektor prevlečen z aluminijem (120 V)                                                                         | 28,6                        | 4,2%                    |
|                          | 8,7 W LED svetilka z Edisonovim navojem (120 V)                                                                                      | 69,0–93,1                   | 10,1–13,6%              |
| obločne svetilke         | ksenonova obločna svetilka | 30–50                       | 4.4–7.3%                |
|                          | živosrebrno-ksenonova obločna svetilka                                                                                               | 50–55                       | 7.3–8.0%                |
| fluorescentna sijalka    | sijalna cev T12 z magnetnim balastom tube with magnetic ballast                                                                      | 60                          | 9%                      |
|                          | kompaktne fluorescentne sijalke 9–32 W                                                                                               | 46–75                       | 8–11,45%                |
|                          | sijalna cev T8 z elektronskim balastom (balast je naprava, ki se uporablja v sijalkah z razelektritvijo, zagotavlja pogoje za vklop) | 80–100                      | 12–15%                  |
|                          | sijalna cev T5 | 70–104,2                    | 10–15,63%               |
| žarnice na razelektrenje | 1400 W sijalka z žveplom | 100                         | 15%                     |
|                          | kovinsko-halogenska svetilka | 65–115                      | 9,5–17%                 |
|                          | natrijeva svetilka z visokim pritiskom                                                                                               | 85–150                      | 12–22%                  |
|                          | natrijeva plinska svetilka | 100–200                     | 15–29%                  |
| idealni viri             | črno telo pri 5800 K | 251                         | 37%                     |
|                          | zelena svetloba pri 555 nm (največji možni izkoristek sevanja)                                                                       | 683,002                     | 100%                    |